# 민백초등학교
민백초등학교는 경기도 안양시 동안구에 있는 공립 초등학교이다.

## 학교 연혁
- 1992. 03. 13 민백국민학교 설립인가
- 1993. 09. 01 초대 김윤배 교장 취임
- 1993. 10. 01 12학급 개교 인가
- 1996. 03. 01 민백초등학교로 교명 변경
- 2004. 01. 14 대강당 준공
- 2015. 02. 13 제22회 졸업식 140명(총4,692명)
- 2020. 03. 01 제9대 박의숙 교장 부임
- 2021. 03. 01 27학급 편성(특수 1학급 포함)